# Jean-Marie Le Pen
Jean-Marie Le Pen (La Trinité-sur-Mer, Bretaña, 20 de junio de 1928-Garches, Isla de Francia, 7 de enero de 2025) fue un político francés. Fue presidente del Frente Nacional (FN) desde su fundación en 1972 hasta el 16 de enero de 2011.
Su faceta más conocida fue su negación a admitir inmigración de fuera de Europa en Francia. Su éxito electoral más sonado fue en el año 2002, cuando entró en la segunda vuelta de las elecciones presidenciales frente a Jacques Chirac. Tras ser expulsado del Frente Nacional en agosto de 2015, el 5 de septiembre anunció la creación de un nuevo partido, la Unión Azul Blanca Roja (Rassemblement Bleu Blanc Rouge). Dicho partido fue renombrado y fundado oficialmente en 2016 como Comités Jeanne. Hasta su muerte , era el último parlamentario sobreviviente de la Cuarta República Francesa (su primer mandato parlamentario lo ganó en 1956, dos años antes de la Quinta república) 

## Primera etapa
Jean-Marie Le Pen nació el 20 de junio de 1928 en La Trinité-sur-Mer, un pequeño puerto bretón. Hijo de pescador, se quedó huérfano en su adolescencia. Antes de su fallecimiento, era un adinerado hombre de negocios, gracias en parte a la herencia recibida en 1977 de un simpatizante.
Le Pen estudió Ciencias políticas y Derecho.
Casado dos veces, el primer matrimonio fue con Pierrette Lalanne (con la cual tiene tres hijas y nueve nietas) y el segundo con Jeanne-Marie Paschos ("Jany"), de ascendencia griega.

## Carrera política
Veterano condecorado de los paracaidistas franceses de la Legión Extranjera en Indochina (1953), Suez (1956) y Argelia (1957). Le Pen comenzó su carrera política cuando fue elegido diputado por París en 1956 (el más joven) para la Asamblea Nacional francesa por el partido de Pierre Poujade (UDCA, Unión de Defensa de los Comerciantes y Artesanos).
En 1957 se convirtió en secretario general del Frente Nacional de Combatientes (FNC). Al año siguiente fue reelegido diputado de la Asamblea Nacional francesa con el partido Centro Nacional de Independientes y Campesinos (CNIP), liderado por Antoine Pinay. En 1965 era el director de la campaña presidencial de Jean-Louis Tixier-Vignancour.
En 1972 fundó el partido de extrema derecha Frente Nacional (FN, Front National). Los resultados electorales empezaron a crecer a partir de 1983.
En 1984 y 1999 Le Pen consiguió un escaño en el Parlamento Europeo. Fue privado de su escaño por el Tribunal Europeo de Justicia el 10 de abril de 2003. En 1992 y 1998 fue elegido al parlamento regional de Provence-Alpes-Côte d'Azur. Su carrera política ha sido más exitosa en el sur de Francia.
Le Pen se presentó a las elecciones presidenciales francesas de 1974, 1988 y 1995, con mediocres resultados. Sin embargo, en las elecciones del año 2002 Le Pen obtuvo el 16,86% de los votos en la primera vuelta, que fueron suficientes para acceder a la segunda vuelta, por el pobre resultado del candidato socialista, Lionel Jospin (ex primer ministro) y la fragmentación del voto entre otros quince candidatos. Perdió en la segunda vuelta ante Jacques Chirac. En las elecciones del año 2007 se volvió a postular a la presidencia, aunque en esta ocasión quedó en cuarto lugar con algo más del 10% de los votos.
El 11 de septiembre de 2008 anunció el abandono de la actividad política en una entrevista a Valeurs Actuelles, indicando: «tendrían que existir circunstancias excepcionales para que regresase de nuevo».
En enero de 2011 cedió la presidencia del Frente Nacional a su hija Marine Le Pen y fue nombrado presidente honorífico del partido.
El 4 de mayo de 2015 fue suspendido de militancia del partido que él mismo había fundado como consecuencia de unas controvertidas declaraciones sobre la negación del holocausto nazi. Tras un largo conflicto, durante el cual obligó al partido a readmitirlo, fue expulsado definitivamente el 20 de agosto de ese año.
El 5 de septiembre de 2015 anunció en Marsella, ante 300 simpatizantes, la creación de una nueva formación política, la Unión Azul Blanca Roja (Rassemblement Bleu Blanc Rouge) con el objetivo de aglutinar a la extrema derecha. En marzo de 2016, Le Pen lanzó oficialmente su nuevo partido político bajo el nombre de Comités Jeanne. En abril de 2024, Jean Marie Le Pen fue puesto “bajo protección legal” a petición de su familia.

## Condena por apología de crímenes de guerra y negacionismo
En febrero de 2008 el Tribunal Correccional de París lo condenó por un delito de complicidad con la apología de crímenes de guerra y negación de un crimen contra la humanidad a tres meses de prisión condicional y a pagar una multa de 10 000 euros por haber dicho en una entrevista en 2005 que la ocupación nazi de Francia «no fue particularmente inhumana». Las declaraciones se realizaron en la revista de extrema derecha Rivarol. Con anterioridad, Le Pen había sido condenado con una multa en 2005 por unas palabras contra los inmigrantes y en 1998 a una pena similar por defender la desigualdad de razas. En 1997 le condenaron por decir que las cámaras de gas eran un «detalle de la historia», mientras que ocho años antes había sido sancionado por negar la existencia de este instrumento de exterminio nazi.
Su controvertida visión del holocausto nazi motiva en mayo de 2015 su suspensión de militancia de El Frente Nacional, partido que él mismo había fundado.

## Su programa electoral
El programa electoral de Jean-Marie Le Pen en las elecciones de 2002 recogía entre otros los puntos siguientes:
- Denuncia de la mayoría de acuerdos internacionales (Maastricht, Schengen, etc.).
- Abolición del euro y regreso al franco francés como moneda de curso legal.
- Restablecimiento de la pena de muerte únicamente a militares en cuestiones bélicas.
- Fuerte política antiinmigratoria (expulsión de todos los inmigrantes no legales de Francia)